# Valea Nișului
Valea Nișului (sau Alunișului) este situată pe valea pârâului cu același nume. Extremitatea estică este reprezentată de satul cu același nume, restul mărginirii fiind dat de codrii vâlceni. În folclorul acestei zone există povești cu strigoi care îi fac pe oamenii ce umblă noaptea singuri prin pădure să nu găsească calea spre casă decât când se luminează de ziuă. Există și superstiția cum că în Noaptea de Sânziene "joacă banii" pe Dealul Cărămizilor. În trecut cei superstițioși săpau la poalele dealului pentru a găsi presupusa comoară. Pe Dealul Cărămizilor s-au găsit urmele unor ruine, se presupun geto-dacice. 
Până la instaurarea regimului comunist, această vale a aparținut familiei de boieri olteni Asproiu, astăzi descendenții acestei familii sunt oameni de rând.